# 田中晶子 (脚本家)
田中 晶子（たなか あきこ、1960年4月8日 - ）は、日本の脚本家。

## プロフィール
1960年生まれ。東京都府中市出身。兄が二人いる。桐朋女子高等学校卒業、和光大学人間関係学科中退。
本人曰く、高校生時代は8ミリ映画製作とハンドボールに明け暮れた毎日だったが、具体的に脚本家になりたいと思い始めたのもこの頃だったという。
1979年、高校3年生のとき、シナリオ「人形嫌い」を執筆し、第29回新人映画シナリオコンクールに応募し入選（入選作は1982年に映画化）。1980年公開の映画『鉄騎兵、跳んだ』で脚本家デビュー。
1981年、田中康夫のベストセラー小説「なんとなく、クリスタル」の映画脚本を執筆。1982年、藤田敏八監督の「ダイアモンドは傷つかない」の脚本で予備校教師（山﨑努）と予備校生（田中美佐子）の交際をリアルに描き注目を浴びる。
1983年、赤川次郎原作の「おやすみ、テディ・ペア」でテレビドラマにも進出し、活動の中心をテレビドラマに移し現在に至る。

## 主な作品

### 映画
- 「鉄騎兵、跳んだ」（1980年）
- 「なんとなく、クリスタル」（1981年）
- 「マノン」（1981年）
- 「ダイアモンドは傷つかない」（1982年）
- 「人形嫌い」（1982年）
- 「セカンド・ラブ」（1983年）
- 「アリオン」（1986年、長編アニメ）
- 「サイドカーに犬」（2007年）
- 「行きがけの空」(2024年)

### 連続テレビドラマ
- 「林真理子の星に願いを」（1984年、TBS、林真理子原作）
- 「愛の風、吹く」(1985年、TBS)
- 「花嵐の森ふかく」（1988年、日本テレビ、高樹のぶ子原作）
- 「女たちの聖戦（ジハード）」（1997年、NHK、篠田節子原作）
- 「天涯の花」（1999年、NHK、宮尾登美子原作）
- 「一弦の琴」（2000年、NHK、宮尾登美子原作）
- 「あなたに似た誰か」(2013年、NHK、藤原新也原作)[2]

### 単発テレビドラマ
- 「おやすみ、テディ・ベア」（1983年、TBS、赤川次郎原作）
- 「現代夫婦事情2 たそがれなんて恐くない!」（1984年、関西テレビ）
- 「愛を売る娘たち」（1984年、読売テレビ）
- 「現代夫婦事情3 つれあいアンバランス」（1984年、関西テレビ）
- 「モデルハウス」（1985年、NHK）
- 「再春」（1986年、関西テレビ、松本清張原作）
- 「別れの予感」（1987年、関西テレビ）
- 「ころす・の・よ」（1988年、フジテレビ）
- 「さよなら雪遵」（1988年、NHK、吉田知子原作）
- 「年下の男」（1988年、関西テレビ、松本清張原作）
- 「持ち逃げ 私の愛・連れてって」（1989年、関西テレビ、三好徹原作）
- 「ファッション好きやねん」（1989年、日本テレビ、小篠綾子原作）
- 「真夜中の外人墓地」（1989年、関西テレビ、斎藤栄原作）
- 「オモチャを抱いた大人たち」（1989年、テレビ朝日）
- 「李君の明日」（1990年、NHK、元秀一原作）
- 「亭主交換家族」（1990年、TBS、嵐山光三郎原作）
- 「トワイライトはいつも雨降り」（1990年、関西テレビ、野村正樹原作）
- 「私はやっていない」（1992年、読売テレビ）
- 「埋没社員」（1992年、関西テレビ、森村誠一原作）
- 「愛を知らない女たち」（1992年、読売テレビ）
- 「愛する人にきらめく死を」（1993年、関西テレビ、山崎洋子原作）
- 「タクシードライバー咲坂都」（1996年、TBS）
- 「ぜいたくな家族」（1996年、NHK）
- 「タクシードライバー咲坂都2」（1996年、TBS）
- 「化粧の裏側」（1997年、TBS、川内康範原作）
- 「薄化粧の男」（1998年、フジテレビ、松本清張原作）
- 「学校の挑戦」（1998年、朝日放送）
- 「日輪の翼」（1999年、NHK、中上健次原作）
- 「わるいやつら」（2001年、BSジャパン、松本清張原作）
- 「至上の恋」（2001年、NHK）
- 「黒い画集〜紐」（2005年、BSジャパン、松本清張原作）
- 「太宰治物語」（2005年、TBS）
- 「塗られた本」（2007年、TBS、松本清張原作）
- 「誤算」（2008年、BSジャパン、松下麻理緒原作）
- 「火と汐」（2009年、TBS、松本清張原作）
- 「喧騒の街、静かな海」(2016年、NHK)